# فرانچسکو اودو
فرانچسکو اودو (انگلیسی: Francesco Oddo؛ زادهٔ ۱۴ اوت ۱۹۴۶) سرمربی (فوتبال)، و بازیکن فوتبال اهل ایتالیا است.